# Eduard Hartvig
Iacob Eduard Hartvig, född 15 februari 1872 i Göteborg, död 11 mars 1954, var en svensk grosshandlare.
Eduard Hartvig bedrev studier vid Schillerska realgymnasiet och Högre läroverket och vid handelsinstitutet i Zürich på 1880-talet. År 1892 blev han anställd i firman Aug. Abrahamson & co i Berlin och delägare 1911.
Han var vice ordförande i Föreningen Göteborgs konfektions- och manufakturengrossister, satt i styrelsen för Förlags AB Hvar 8 Dag, Göteborgs sparbank, Göteborgs lyriska teater, Gårda skofabrik och i Lichtenbergska privatvälgörenhetsförening.
Han var son till grosshandlare Herman Hartvig och Marie Louise Davidson. Sedan 1920 var han gift med Ester Maria Stavenow, fabrikörsdotter till John Stavenow.